# Semiothisa subapicaria
Semiothisa subapicaria är en fjärilsart som beskrevs av Walker 1861. Semiothisa subapicaria ingår i släktet Semiothisa och familjen mätare. Inga underarter finns listade i Catalogue of Life.